# 나인 (잡지)
《나인》(NINE)은 서울문화사가 발행했던 월간 만화 잡지이다. 1997년 12월 창간되어 2001년 1월에 폐간되었다. 단행본 레이블은 "나인 북스"(NINE BOOKS)이었다. 

## 연재 작품
- 마틴 앤 존
- 배스 앤 샤워
- 신명기
- 우주인
- 잡초, 마이 러브
- 캥거루를 위하여
- 폐쇄자
- 쥬크박스, 요정들의 책

## 같이 보기
- 화이트
- 오후
- 허브